# Eriophyes

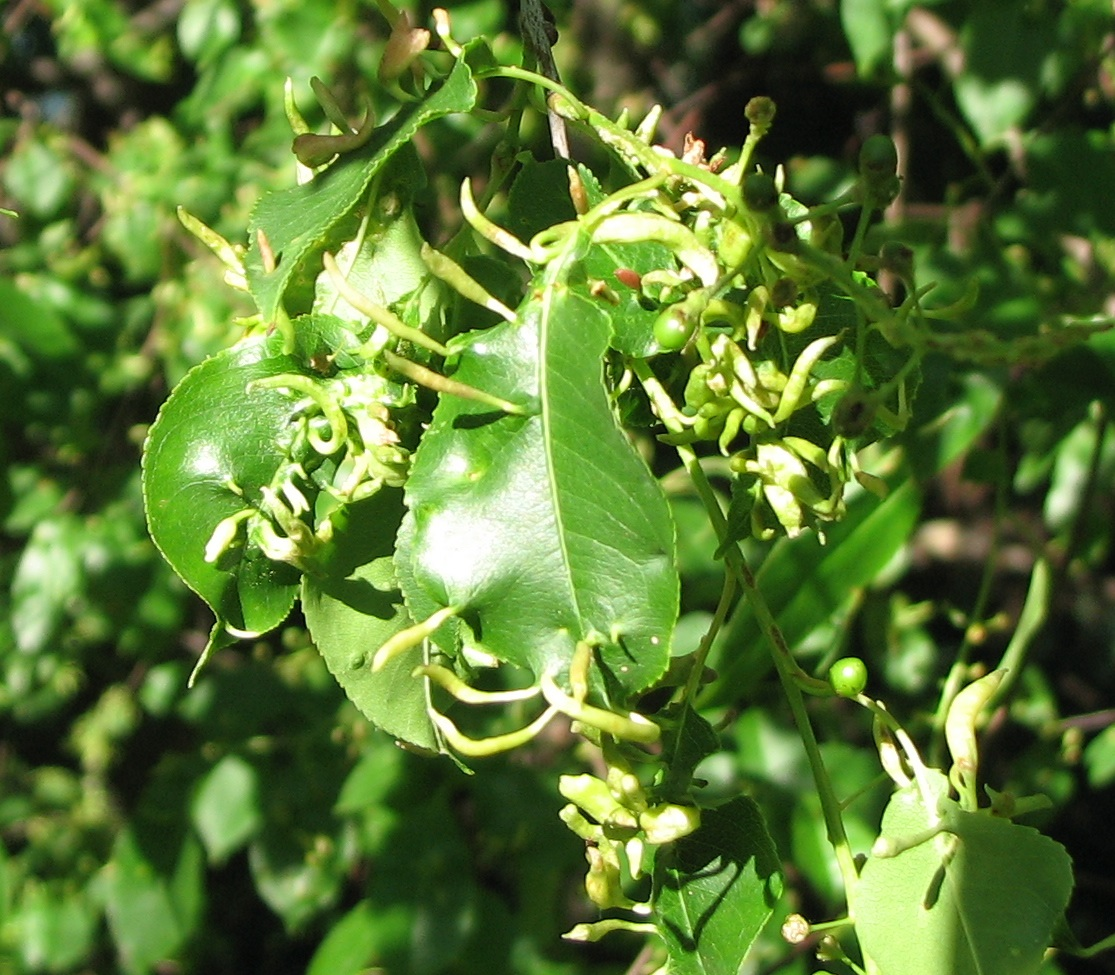
Eriophyes cerasicrumena en cerezo

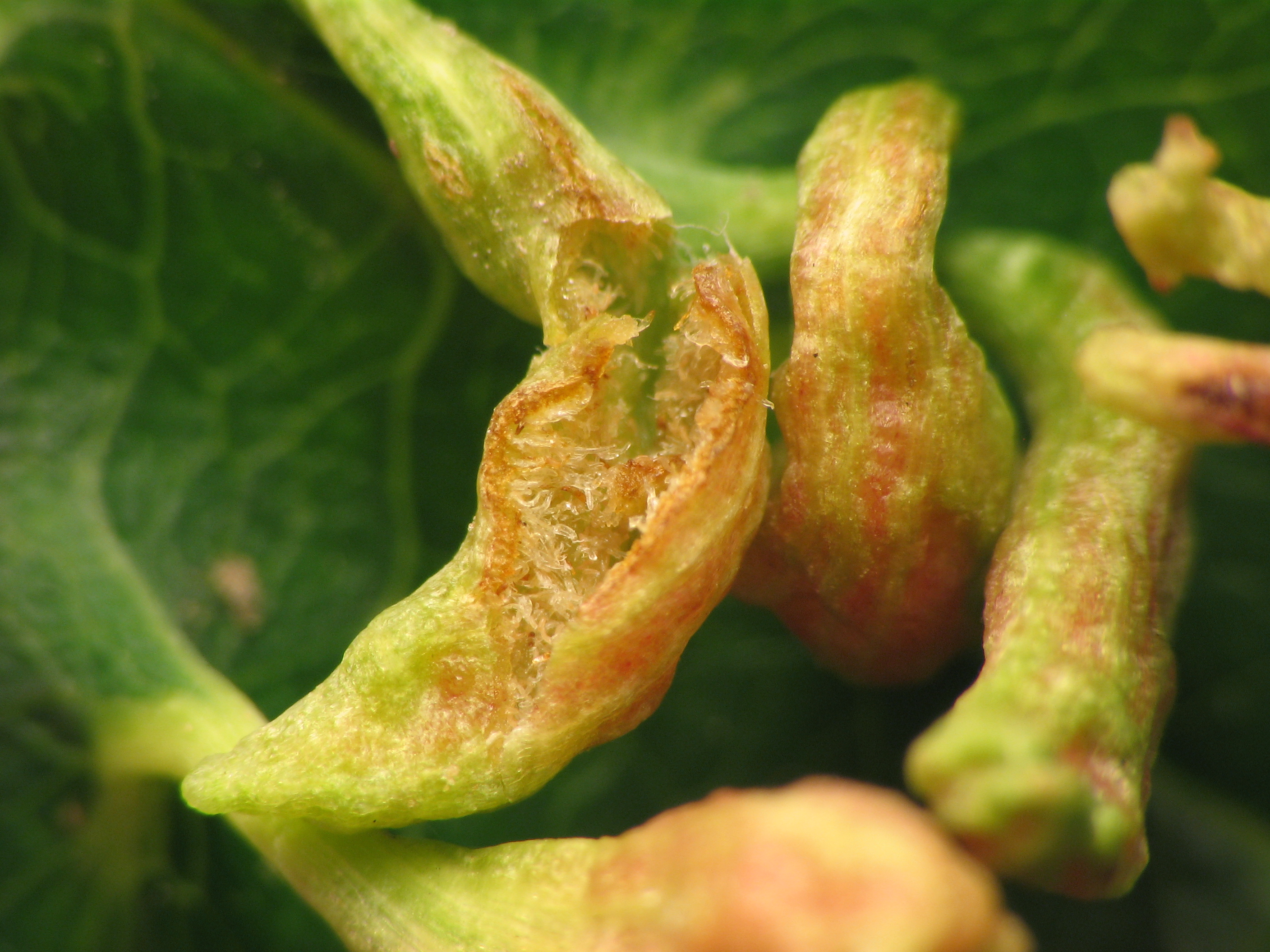
Eriophyes cerasicrumena

Eriophyes es un género de ácaros que forman agallas, especialmente en árboles de la familia Rosaceae. Se sabe que la mariposa Celastrina serotina se alimenta de estas agallas y también de los ácaros, es uno de los pocos casos de lepidópteros carnívoros.

## Especies
- Eriophyes alniincanae Nalepa, 1919
- Eriophyes amelancheus Nalepa, 1926
- Eriophyes arianus (Canestrini 1890)
- Eriophyes betulae
- Eriophyes betulinus
- Eriophyes bucidae
- Eriophyes buxi
- Eriophyes calcercis
- Eriophyes calophylli
- Eriophyes calycophthirus
- Eriophyes canestrini
- Eriophyes canestrinii
- Eriophyes cerasicrumena
- Eriophyes chondrillae
- Eriophyes condrillae
- Eriophyes crataegi
- Eriophyes cupulariae
- Eriophyes dentatae
- Eriophyes dimocarpi
- Eriophyes diversipunctatus
- Eriophyes emarginatae
- Eriophyes epimedii
- Eriophyes euphorbiae
- Eriophyes exilis
- Eriophyes genistae
- Eriophyes goniothorax
- Eriophyes gossypii
- Eriophyes guerreronis
- Eriophyes inangulis
- Eriophyes kuko
- Eriophyes laevis
- Eriophyes lateannulatus
- Eriophyes leiosoma (Nalepa, 1892)
- Eriophyes lentiginosus
- Eriophyes litchii
- Eriophyes macrorhynchus (Nalepa, 1889)
- Eriophyes mali
- Eriophyes melaleucae
- Eriophyes menthae
- Eriophyes neoessegi
- Eriophyes oxycedri
- Eriophyes padi
- Eriophyes parapopuli
- Eriophyes parulmi
- Eriophyes pilifex
- Eriophyes populi
- Eriophyes propinquus
- Eriophyes prunispinosae
- Eriophyes pseudoinsidiosus
- Eriophyes pyri
- Eriophyes rubicolens
- Eriophyes similis
- Eriophyes sorbi
- Eriophyes tiliae (Pagenstecher 1857)
- Eriophyes triradiatus
- Eriophyes tristriatus
- Eriophyes tulipae
- Eriophyes viburni
- Eriophyes vitis
- Eriophyes von

Lista incompleta